# El valle de la luna azul
El valle de la luna azul es una historieta de Adolfo Buylla publicado en el número 42 de la revista "El Wendigo" correspondiente al verano de 1988. 

## Argumento y personajes
Un pintor, Arnulfo Bollín, traumatizado por la muerte de su esposa sueña que en algún lugar de la Tierra existe un valle donde ella le está esperando. La lectura de la novela Horizontes perdidos de James Hilton le sugiere que ese lugar está en el Tíbet y desde su modesta posición planea cómo llegar hasta allí.
El valle de la luna azul está cuajado de referencias personales, explícitas desde la primera viñeta hasta la última; baste comparar las firmas del ficticio Bollín con la del propio autor. Buylla reflexiona sobre su condición de dibujante y en un gesto de depresiva modestia equipara su trabajo con el de un artesano dedicado a colorear soldaditos de plomo e ilustrar abanicos, un trabajo mecánico que no le produce ninguna satisfacción y que además está mal retribuido. Sólo la posibilidad de reunirse con la persona amada le conmina a superar ese estado y realizar aquellas obras para las que estaba verdaderamente dotado.

## Estilo
El relato tiene un componente trágico que Buylla suaviza introduciendo elementos de humor, gracias a los cuales prevalece en el lector el lirismo romántico sobre la desesperación suicida. 

## Premios
En 1988 El valle de la luna azul quedó finalista de los Premios Haxtur en los apartados de Mejor Historia Corta y Mejor Guion. 